# Kanton Béthune-Est
Béthune-Est (Nederlands: Betun-Oost) is een voormalig kanton van het Franse departement Pas-de-Calais. Het kanton maakte deel uit van het arrondissement Béthune. Ingevolge het decreet van 24 februari 2014 met uitwerking in 2015, is het kanton opgeheven en opgegaan in het nieuwe kanton Kanton Beuvry.

## Gemeenten
Het kanton omvatte de volgende gemeenten:
- Béthune (deels, hoofdplaats)
- La Couture
- Essars
- Hinges
- Locon
- Vieille-Chapelle
- Verquigneul